# Welterbe in Singapur

Zum Welterbe in Singapur gehört (Stand 2016) eine UNESCO-Welterbestätte des Weltkulturerbes. Singapur hat die Welterbekonvention 2012 ratifiziert, die bislang einzige Welterbestätte wurde 2015 in die Welterbeliste aufgenommen.

## Welterbestätten
Die folgende Tabelle listet die UNESCO-Welterbestätten in Singapur in chronologischer Reihenfolge nach dem Jahr ihrer Aufnahme in die Welterbeliste (K – Kulturerbe, N – Naturerbe, K/N – gemischt, (G) – auf der Liste des gefährdeten Welterbes).
| Bild             | Bezeichnung                           | Jahr | Typ | Ref. | Beschreibung |
| ---------------- | ------------------------------------- | ---- | --- | ---- | --- |
| (weitere Bilder) | Botanische Gärten von Singapur (Lage) | 2015 | K   | 1483 | einer der wichtigsten Botanischen Gärten Asiens und mit jährlich 4,2 Millionen Besucher der meistbesuchte Botanische Garten der Welt. |

## Tentativliste
In der Tentativliste sind die Stätten eingetragen, die für eine Nominierung zur Aufnahme in die Welterbeliste vorgesehen sind.

### Aktuelle Welterbekandidaten
Derzeit (2023) ist eine Stätte in der Tentativliste von Singapur eingetragen, die Eintragung erfolgte im September 2022.
| Bild                  | Bezeichnung           | Jahr | Typ | Ref. | Beschreibung |
| --------------------- | --------------------- | ---- | --- | ---- | ------------ |
| Padang Civic Ensemble | Padang Civic Ensemble | 2022 | K   | 6620 |              |